# オリコン顧客満足度
オリコン顧客満足度（オリコンこきゃくまんぞくど）は、オリコン株式会社が第三者の立場で調査・公表している、サービス品質を数値化して評価した指標。全国およそ200産業のサービスの満足度を、第三者の立場で調査しているのが「オリコン顧客満足度調査」で、調査結果をもとに「オリコン顧客満足度ランキング」をWEBサイトで発表している。2024年12月現在、184ランキングを発表。
「オリコン顧客満足度ランキング」は、すべてのランキングが1度に発表されているのではなく、各月の最初の平日に複数のランキングが発表されている。ランキングの更新は1年に1回行われている。

## 概要
オリコン顧客満足度は、「満足を情報化する」をテーマに、2006年から発表されている。オリコン株式会社の代表取締役社長の小池恒は、調査を開始したきっかけは、2003年にオリコンが発刊した『患者が決めた！いい病院』の反響が大きかったことを挙げている。
顧客満足度調査は、事業を行う会社などが自主的に調査を行うことが多いが、オリコン顧客満足度は、第三者機関として独立して調査を行いサービス品質の定点観測している。非公正なNo1調査が社会課題となるなか、「オリコンもJCSIも、それぞれ基準にのっとって公正に調査を実施している」と評されている。

## 沿革[3]
- 2003年8月、患者満足度に基づいた医療ランキング『患者が決めた！いい病院』を発刊。
- 2006年8月、初めての顧客満足度調査を実施、「エステティックサロン」「人材派遣会社」「英会話スクール」「結婚情報サービス会社」の4ランキングを発表
- 2008年10月、慶應義塾大学と顧客満足度に関する共同研究を開始
- 2008年12月、CS事業開始後、初めてのCSランキングアワードの授賞式を開催
- 2010年1月、顧客満足度の商標ロゴの提供を開始
- 2018年1月、「Oricon CS Report（オリコン日本顧客満足度調査）」から「オリコン顧客満足度®調査」に事業ブランドをリブランディング、商標ロゴをリニューアル
- 2019年6月、大学や公的研究機関を対象にNII（国立情報学研究所）を通して調査データの無償提供を開始以降、学術界へのデータ提供を積極的に進める
- 2019年12月、産業ごとに異なる特性などを考慮した調査方法やルールの決定などについて、第三者を交えて議論を交わす「調査ガイドライン委員会」を設置
- 2020年4月、サービスの品質向上や働き方改善を目指す人に向けたオウンドメディア『ミチタリ』オープン